# Múscul oponent del polze
El múscul oponent del polze o oponent del dit polze (musculus opponens pollicis), és un múscul petit i triangular de la mà. Es troba a la regió palmar externa, a l'eminència tenar. La seva acció consisteix en l'oposició del dit polze.
S'origina per dins amb el retinacle flexor de la mà (flexor retinaculum), un lligament anul·lar, i el tubercle del trapezi. Des del seu origen discorre cap avall i lateralment fins a inserir-se en tota l'extensió de la cara externa de la part anterior del primer metacarpià. S'origina en el tubercle del trapezi i en el retinacle flexor adjacent. S'insereix en tota la longitud del marge lateral del primer metacarpià i en la superfície palmar lateral d'aquest.

## Innervació i irrigació
Igual que els altres músculs de l'eminència tenar, l'oponent del polze està innervat per una branca recurrent del nervi medià. La irrigació sanguínia va a càrrec de la branca palmar superior de l'artèria radial.

## Funció
L'oposició del polze consisteix en una combinació d'accions que permet que la punta del polze toqui el centre del palmell de la mà i la polpa dels altres dits. La part d'aquesta maniobra coberta per l'oponent del polze és la flexió del metacarpià del polze en la seva articulació. Específicament, aquesta acció fa que el palmell de la mà es faci en forma de copa. Perquè l'oposició del polze sigui completa i efectiva, cal l'acció de més músculs, a més de l'oponent del polze.

## Imatges

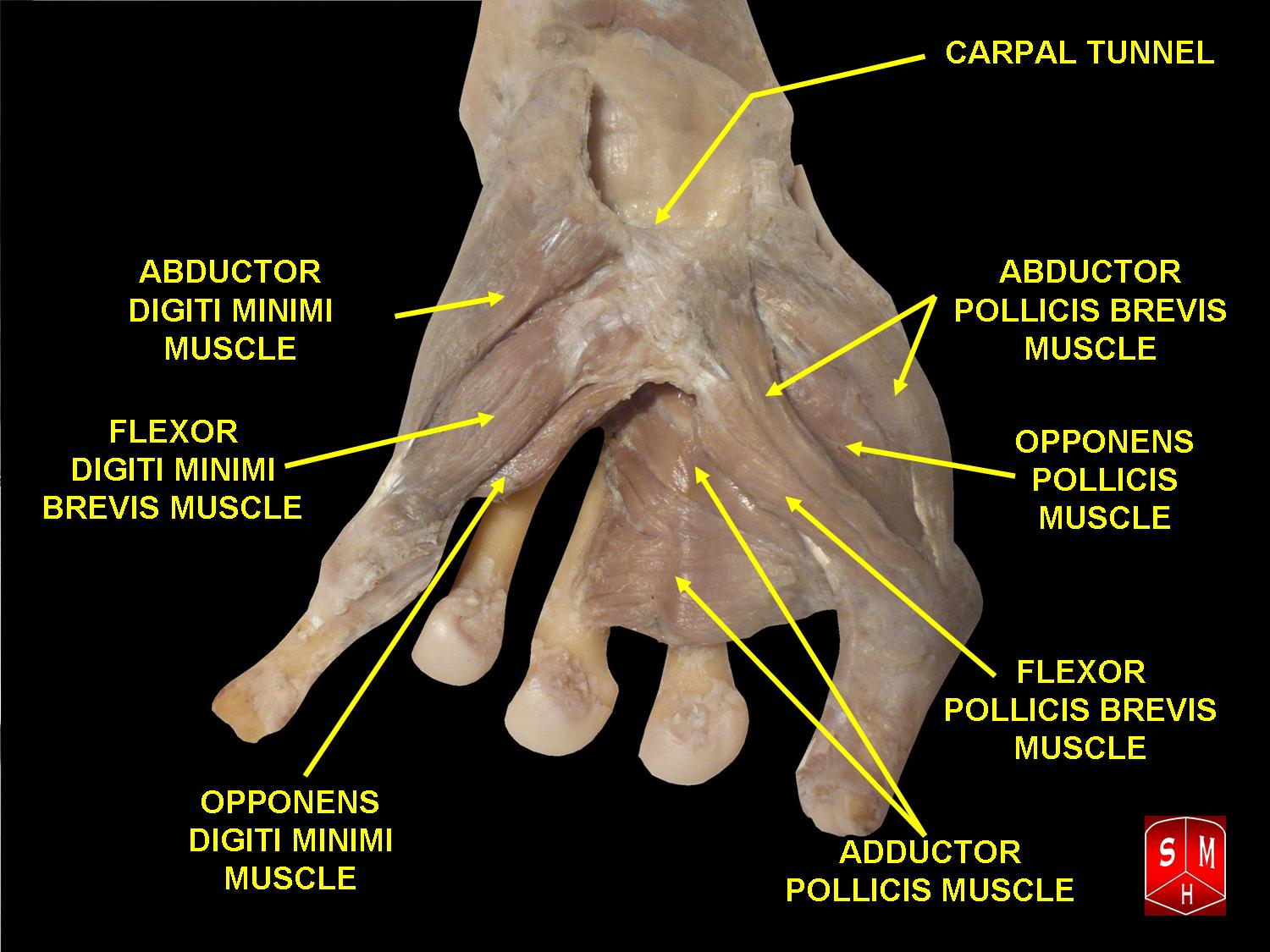
Dissecció de la mà.
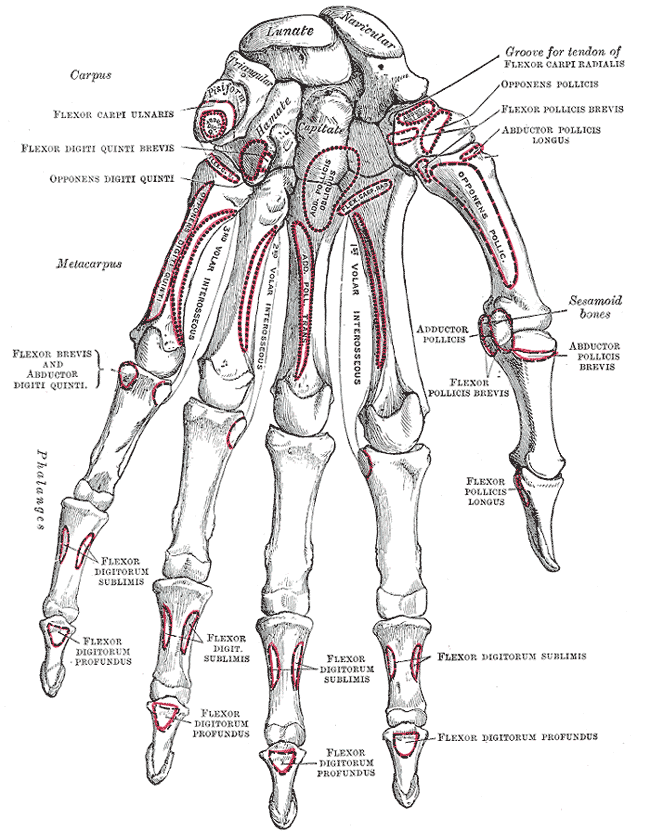
Ossos de la mà esquerra. Superfície palmar.
Secció transversal a nivell del canell i els dits.
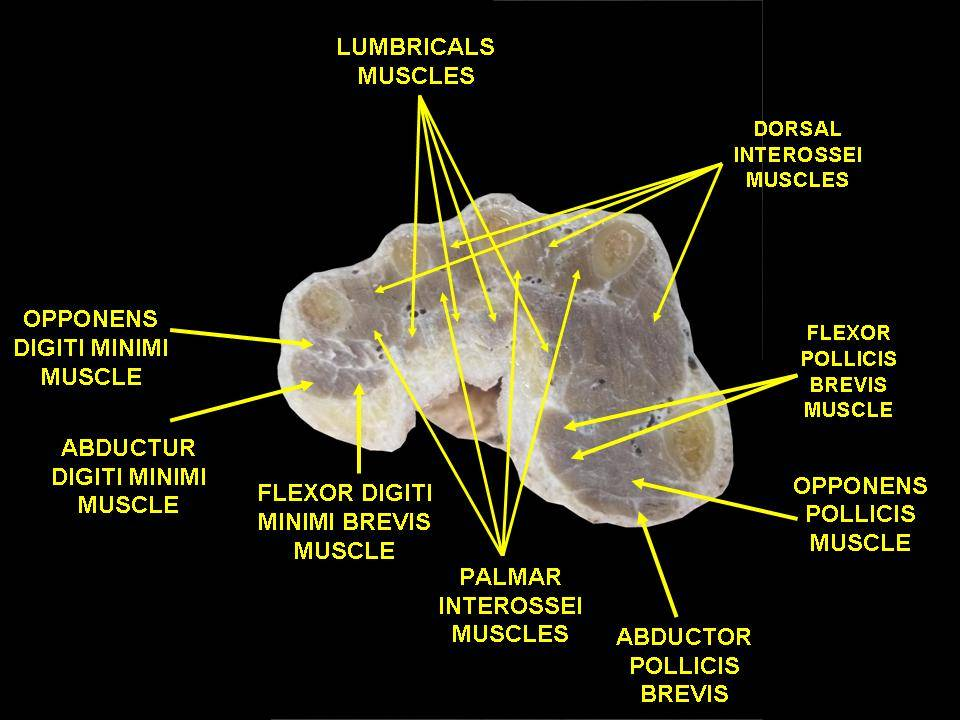
Secció transversal dels músculs de la mà.
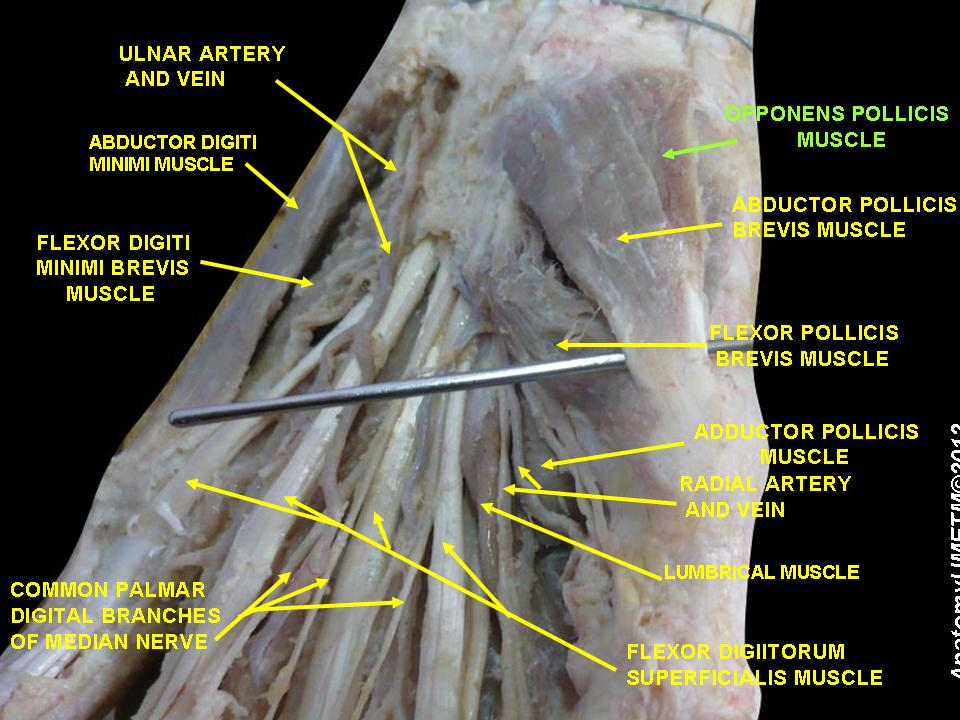
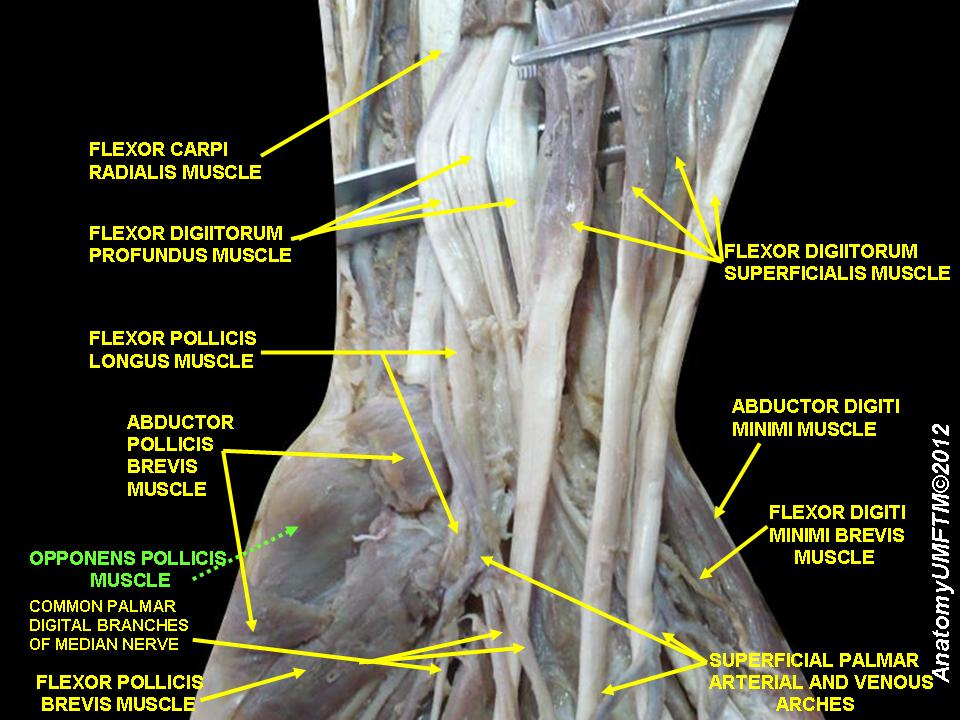
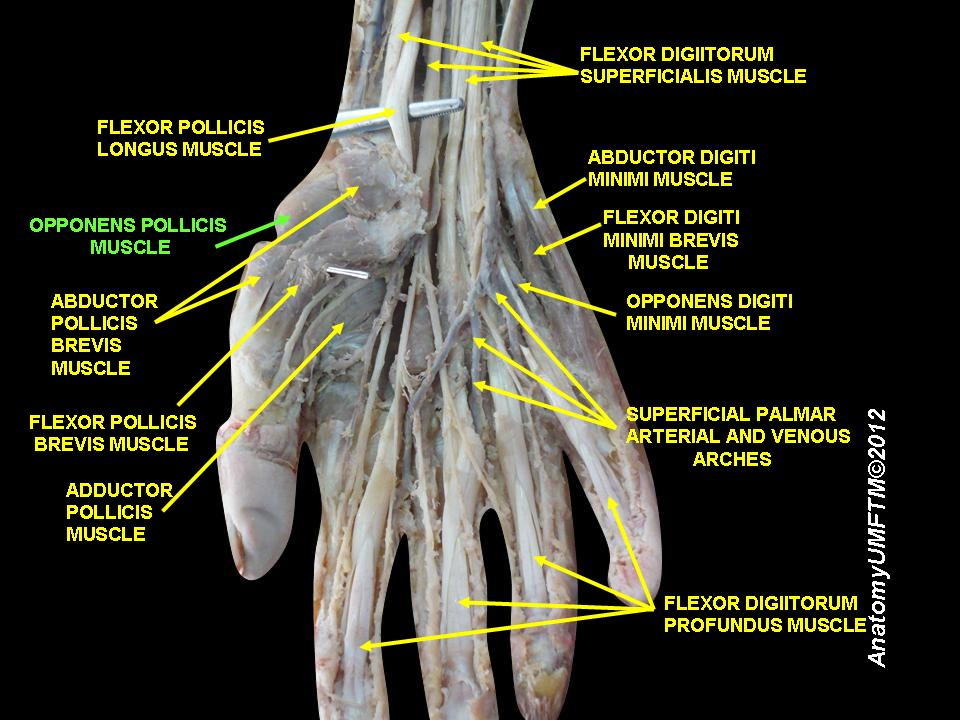
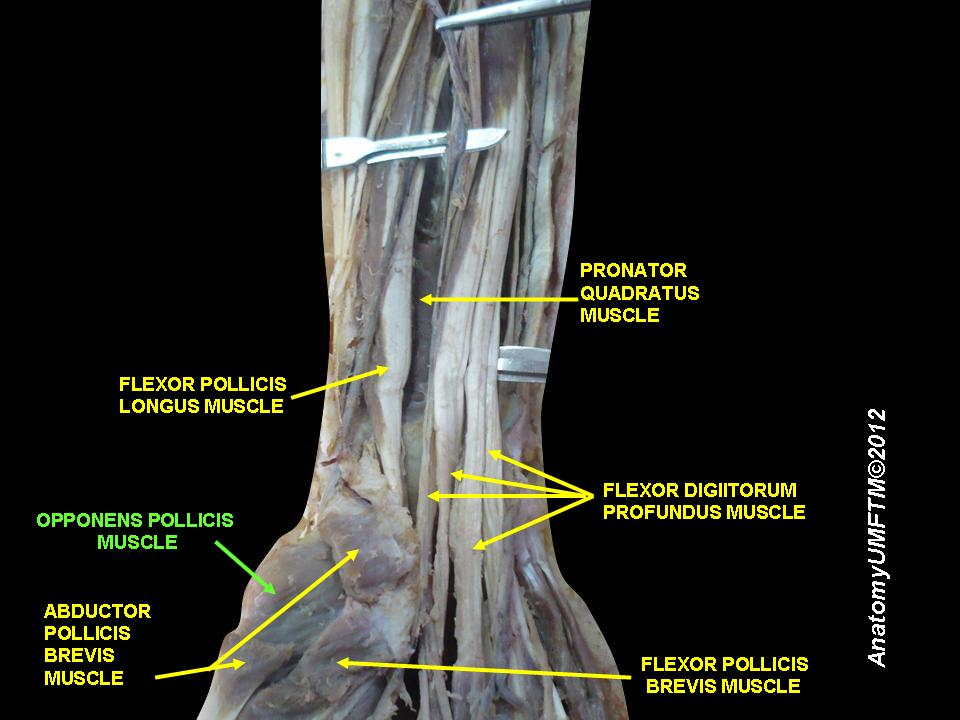